# شريان جذري
الشرايين الجذرية الأمامية والخلفية تسير عبر الجذور الخلفية والأمامية للأعصاب الشوكية كما تُزودها بالدم.

## علاقته مع الشريان النخاعي القطعي
قد تُستبدل الشرايين الجذرية وظيفيًا بالشرايين النخاعية القطعية. ولكن على عكس هذه الشرايين فإنَّ الشرايين الجذرية لا تتفاغر مع الشريان النخاعي الأمامي أو الشريان النخاعي الخلفي. الشرايين الجذرية صغيرة عمومًا.
يُسمى شريان أدامكيويتز أحيانًا "الشريان الجذري الكبير لأدامكيويتز"، ولكنه في الحقيقة شريان نخاعي قطعي.